# Szepessy István
Szepessy István (Prügy, 1927. augusztus 20. – Debrecen, 2015. május 5.) okleveles agrármérnök, a növénykórtan professzora, a felsőfokú, posztgraduális növényvédelmi szakmérnöki képzés és a növényvédelmi szakirányú mérnökképzés magyarországi megalapítója, Nagy Bálint, MÉM főosztályvezető támogatásával 1968-ban.

## Élete
1927. augusztus 20-án született a Borsod vármegyei Prügy községben, tanító család gyermekeként. Elemi iskoláit szülőfalujában, középiskoláit a nyíregyházai (1–6.), illetve a miskolci (7–8.) gimnáziumban végezte. 1946-ban érettségizett Miskolcon, és még az év őszén beiratkozott az Agrártudományi Egyetem Mezőgazdaságtudományi Karának Budapesti Osztályára. Az Agrártudományi Egyetem több lépcsőben Budapestről Gödöllőre költözött, és a fiatal Szepessy végzését követően, 1950-ben okl. agrármérnöki diplomát szerzett Gödöllőn, majd kinevezték a Növénykórtani Tanszék tanársegédjévé.

## Munkássága
1952-ben a moszkvai Tyimirjazev Mezőgazdasági Akadémia Növénykórtani Tanszékén M. Sz. Dunyin professzor vezetésével aspiránsként folytatott tanulmányokat, és végzett mikológiai és immunológiai kutatásokat. 1956 decemberében Moszkvában megvédte „Immunológiai vizsgálatok a búzaporüszög kórokozójával” című kandidátusi értekezését.
Hazatérése után visszakerült Gödöllőre a Növénykórtani Tanszék adjunktusaként. 1959 februárjától megbízott tanszékvezető lett, rövidesen megkapta docensi kinevezését, és létrehozta a Növényvédelmi Tanszéket. 1965-től a Mezőgazdaságtudományi Kar oktatási, 1966-tól tudományos dékánhelyettese, egyetemi tanári kinevezésére 1966-ban került sor.
Oktatói munkája ·mellett részt vett a növényvédelmi igazgatás szervezésében: Jermy Tiborral minisztériumi tanácsadóként járták az akkor alapított növényvédő állomásokat. Nagy Bálint MÉM főosztályvezető megbízására felmérték az ország növényvédő szakemberszükségletét (hazánk több mint 1400 főt igényelt), és kiállt a posztgraduális növényvédelmi szakemberképzés mellett. A kemizálás terjedésével megnőtt a peszticid-felhasználásból eredő veszélyesség, aminek üzemi irányítására, Szepessy professzor kezdeményezésére 1960 februárjában megindult – Magyarországon minden szakmérnöki képzés első formája – a növényvédelmi szakmérnök képzés, ahol kezdetben nappali tagozatos, később 2 éves posztgraduális formában képezték a növényvédelmi szakmérnököket Gödöllőn. Kezdeményezésére 1968-ban pedig az ötéves okleveles agrármérnök keretein belül elkezdődött a növényvédelmi szakirányult agrármérnök képzés is, a szakmérnökökkel azonos jogosultsággal és felelősséggel irányíthatja az I. forgalmi kategóriás növényvédő szer felhasználását [3][4].
1970-ben Szepessyt áthelyezték a Debreceni Agrártudományi Egyetemre, ahol 1971. augusztus elsejétől tanszékvezetőként dolgozott, és 1988. évi nyugdíjba vonulásáig vezette a Növényvédelmi Tanszéket[6]. Debrecenben is megszervezte az agrármérnök hallgatók növényvédelmi szakirányult mérnök képzését (1972–1975), amelyet a bolognai oktatási rendszerre történt átalakulást követően (BSc, MSc, PhD) 2004-től növényorvos MSc formában folytatnak, magyar és angol nyelven. Ma jogilag azonos mindhárom felsőfokú növényvédelmi képzettség (növényvédelmi szakmérnök, növényvédelmi szakirányult mérnök és növényorvos MSc) azonos jogkörrel növényorvos-ként használható[7][8].
Kiváló tanáregyéniség, és a korszerű ismeretek továbbadásának szellemes és megbecsült előadója volt. Szakmai munkássága az általános növénykórtan területén a növényimmunitástan, a járványtan, a prognosztika és a csávázás egyes kérdéseinek kutatására irányult, ő vezette be a növénykórtani járványtant mint önálló diszciplínát Magyarországon. A részletes növénykórtan tekintetében a búza, a rizs és a cukorrépa betegségeinek tanulmányozásában fejtett ki eredményes munkát. Tevékenységének eredményességét az a 8 találmány, szabadalom is jelzi, ami nevéhez fűződik (pl. vegyszeres répaegyelés, DEFI-DOFA előrejelző készülék, rizs csávázógép, permetező-öntöző szórókeret, fungicid-fejlesztések). Több mint 80 szakcikk, egyetemi jegyzet és tankönyv szerzője. Az 1977-ben megjelent Növénybetegségek című könyve, amit az agrártudományi egyetemeken tankönyvként engedélyeztek, és amelyből az általános, növényvédelmi szakirányú agrármérnök- és szakmérnökjelöltek százai tanultak.

## Főbb írásai, könyvei
- Dunyin, M.Sz. – Szepessy I. (1956): Ocserk isztorii razvitaja fitopatologii v Vengrii (A magyarországi növényvédelem fejlődéstörténetének vázlata.) Izdatdetel’sztvo Akademii Nauk SzSzSzR: Moszkva, 155–175. A magyar nyelvű fordítás készült az OMGK és Dokumentációs Központban, Budapest, 1958, 48. o. + 2 fotó
- Szepessy I. – Petróczi I. (1962): Mezőgazdasági növénykórtan. Kézirat. Főv. Nyomdaipari V. 280 o.
- Szepessy I. – Petróczi I. (1963): Növénykórtan. Jegyzet. Agrártudományi Egyetem, Gödöllő 630 o.
- Szepessy I. (1960): A nagyfrekvenciás elektromos melegítés alkalmazása a búzavetőmagvak porüszög elleni fert_tlenítésében. In: Az Agrártudományi Egyetem Mezőgazdaságtudományi Karának közleményei, 1960, Gödöllő. Mezőgazdasági Kiadó, Budapest, 313-326.
- Szepessy I. (1963): Általános növényimmunitástan. (A növényvédelem időszerű kérdései (No. 2-3). Mezőgazdasági Kiadó Budapest. 93 o.
- Szepessy I. (szerk.) (1967): Mezőgazdasági növénykórtan. Mezőgazdasági Kiadó, Budapest, 385 o.
- Szepessy I. (1969): Vizsgálatok a növényimmunitástan körében. In: Az Agrártudományi Egyetem közleményei, 1969, Gödöllő, 266-280.
- Szepessy I. (1973): Növénybetegségek. Jegyzet. Debrecen. 490 o.
- Szepessy I. (1974): A növénykórtan alapjai. Jegyzet. Debrecen. 358 o.
- Szepessy I. (1977): Növénybetegségek. Mezőgazdasági Kiadó. Budapest, 446 o.
- Csizmazia Z., Tündik F., Kecskésné M. H., Szepessy I. (1982): Az öntözés és a növényvédelem automatizálása. Kertészet és Szőlészet 31 (1): 3.
- Szepessy, I. (1983): Polyfactorial Theory of Plant Immunity, Acta Phytopathologica 18 (1-3): 13-32.
- Szepessy, I. (1985): Die Rolle der Prognosengeräte in der Bekämppfung bestimmter Pilzkrankheiten der Pflanzen. Universität der Agrarwissenschaften in Debrecen. Debrecen. 24.

## Kitüntetései, elismerései
Oktatói munkájának számos elismerése mellett a hazai növényvédelem legmagasabb rangú elismerését, a Horváth Géza Emlékérmet 1987-ben kapta meg. 80. születésnapja alkalmából 2007-ben a Magyar Növényvédő Mérnöki és Növényorvosi Kamara a „Növényorvos nemzedékek képzéséért” oklevelet és arany kitűzőt adományozott neki.
A „Gulyás Antal Emlékérem a növényvédelemért” kitüntetést[11] Gulyás Antal emlékezetének megőrzésére 2011-ben hozták létre. A Kitüntetési Bizottság 2012 októberében a 85. életévét betöltött Szepessy István professzor úrnak „A növénykórtan oktatásában betöltött kiemelkedő életútjáért” Gulyás Antal Emlékérmet adományoz[12] [13].
Szepessy professzort a Gödöllői Dózsa György úti köztemetőben kísérték utolsó útjára.